# Мантус
Мантус — божество из мифологии этрусков. Этруски увидели в Мантусе правителя подземного мира, царства мёртвых. Он ведёт души умерших в подземный мир. Его также называют Чарун (по-гречески Харон).
На этрусских гробах можно найти изображения Мантуса, на которых изображён человек в тунике с дикими чертами лица, сатирами и крыльями. Обычно он изображён с молотком, реже с мечом.
В честь Мантуса был назван итальянский город Мантуя.